# Agulha da Glière
A Agulha Glière - Aiguille de la Glière em francês - é um pico, razão do índice.  com 3.640 m do  Maciço do Monte Branco que se encontram na região  Ródano-Alpes da  França. 
O chamada Índice, o  Index de la Glière, é ligeiramente mais baixo, com 2.595 m, mas  é ela que é citada no no 4 dos 100 mais belas corridas de montanha.

## Características
Valores do Index da Glière, pela Aresta SE
- Altitude min/máx; 2.385 m / 2.595 m
- Desnível; + 2.000 m
- Desnível das dificuldades; 100 m
- Orientaçnao principal; SE
- Tempo do percurso; 1 dia
- Cotação global; AD-
- Cotação livre; 4a > 3b

## Aproximação
Da chegada das Telecadeira de l'Index parte-se em diagonal a SO. A descida faz-se pelo Colo do Index.